# Mateo Montenegro
Mateo Montenegro (Santiago del Estero, Argentina; 28 de agosto de 1998) es un futbolista argentino. Juega de mediocampista y su equipo actual es Nueva Chicago de la Primera Nacional de Argentina.

## Trayectoria
Montenegro comenzó su carrera en las inferiores del Central Córdoba (SdE). A los 16 pasó por las juveniles del Vélez Sarsfield e Independiente de Avellaneda, y a los 17 años en Boca Juniors, para regresar en 2019 a Central Córdoba.
Montenegro debutó en el primer equipo de Central el 25 de enero de 2020 ante Colón por la Primera División. Las siguientes temporadas fue un jugador de recambio en el equipo.
En febrero de 2022, fue cedido al CA Mitre (SdE) en la Primera B Nacional. A mitad de la temporada, fue cedido nuevamente al Tristán Suárez de la Primera B por el resto del año. Fichó con el club en diciembre de 2022.
En enero de 2024, firmó por un año en Gimnasia y Esgrima de Mendoza para afrontar la temporada 2024 de la Primera Nacional.

## Estadísticas
| Central Córdoba (SdE) Argentina | 1.ª           | 2019-20       | 4  | 0 | 1 | 0 | — | — | 5  | 0 | 0.00 |
| Central Córdoba (SdE) Argentina | 1.ª           | 2021          | 17 | 0 | — | — | — | — | 17 | 0 | 0.00 |
| Central Córdoba (SdE) Argentina | Total club    | Total club    | 21 | 0 | 1 | 0 | 0 | 0 | 22 | 0 | 0.00 |
| Mitre (SdE) Argentina           | 2.ª           | 2022          | 6  | 0 | — | — | — | — | 6  | 0 | 0.00 |
| Mitre (SdE) Argentina           | Total club    | Total club    | 6  | 0 | 0 | 0 | 0 | 0 | 6  | 0 | 0.00 |
| Tristán Suárez Argentina        | 2.ª           | 2022          | 19 | 0 | — | — | — | — | 19 | 0 | 0.00 |
| Tristán Suárez Argentina        | 2.ª           | 2023          | 24 | 1 | — | — | — | — | 24 | 1 | 0.04 |
| Tristán Suárez Argentina        | Total club    | Total club    | 43 | 1 | 0 | 0 | 0 | 0 | 43 | 1 | 0.02 |
| Gimnasia (M) Argentina          | 2.ª           | 2024          | 1  | 0 | — | — | — | — | 1  | 0 | 0.00 |
| Gimnasia (M) Argentina          | Total club    | Total club    | 1  | 0 | 0 | 0 | 0 | 0 | 1  | 0 | 0.00 |
| Almagro Argentina               | 2.ª           | 2024          | 0  | 0 | — | — | — | — | 0  | 0 | 0.00 |
| Almagro Argentina               | Total club    | Total club    | 0  | 0 | 0 | 0 | 0 | 0 | 0  | 0 | 0.00 |
| Total carrera                   | Total carrera | Total carrera | 71 | 1 | 1 | 0 | 0 | 0 | 72 | 1 | 0.01 |
| 1. 2.                           |               |               |    |   |   |   |   |   |    |   |      |